# 对青山站
对青山站是位于中华人民共和国黑龙江省哈尔滨市松北区对青山镇的一个铁路车站，建于1900年，有滨洲铁路经过该站，现办理客运货运业务，车站及其上下行区间均已电气化。车站距离哈尔滨站31公里，隶属哈尔滨铁路局，是四等站。